# Juanita Moore
Juanita Moore   (Greenwood, 19 d'octubre de 1914 - Los Angeles, 1 de gener de 2014) va ser una actriu afroamericana.
El 1959, roda Imitació de la vida del cineasta Douglas Sirk. L'any següent, és nominada per l'Oscar a la millor actriu secundària.

## Biografia
Juanita Moore neix el 1914 a Greenwood, una ciutat de l'estat de Mississipi, i creix a Los Angeles
És la filla petita d'una família de vuit fills. Després d'haver fet l'ensenyament secundari, va a un community college . L'adolescent interromp els seus estudis i marxa a Nova York, on fa de ballarina de revista en un cabaret de Harlem
Quan comença la Segona Guerra Mundial, Moore torna a Califòrnia i fa cursos de comèdia a l'Actor's Laboratory Theatre. Es guanya la vida treballant en un restaurant i fent de figurant a les produccions de Hollywood. En el transcurs dels anys 1940, apareix en films musicals com Star Spangled Rhythm  i Cabin in the Sky . Obté llavors els seus primers papers sonors, però resta aïllada en personatges estereotipats de criada, fins i tot de membre de tribu africana. A la mateixa època, forma part de l'Ebony Showcase Theatre, fundat per Nick Stewart i la seva esposa Edna, que permet als actors afroamericans d'alliberar-se dels estereotips racials vigents a la indústria cinematogràfica

El 1949, Juanita Moore interpreta una infermera a Pinky, dirigida per Elia Kazan. El 1959, fa el paper d'Annie Johnson a Imitació de la vida, de Douglas Sirk. Aquest paper de criada la filla de la qual, Sarah Jane (interpretada per Susan Kohner), aconsegueix fer-se passar per una jove dona blanca, la descobreix al públic. L'any següent, les dues artistes són nominades per l'Oscar a la millor actriu secundària. Moore és la 4a actriu negra nominada a un Oscar després de Hattie McDaniel i Ethel Waters, en la mateixa categoria respectivament en 1939 i 1949, i Dorothy Dandridge, en l'Oscar a la millor actriu el 1954
Després, a Juanita Moore li costa trobar papers i no apareixerà mai més en una producció del mateix nivell. En el cinema, roda en pel·lícules de blaxploitation com Abby de William Girdler. Actua en drames televisius i al teatre a Broadway i a Londres. A Los Angeles, es treballa amb la troupe dels Cambridge Players i amb la de l'Ebony Showcase Theatre, on fa classes d'art dramàtic a estudiants amb problemes

## Filmografia[11]

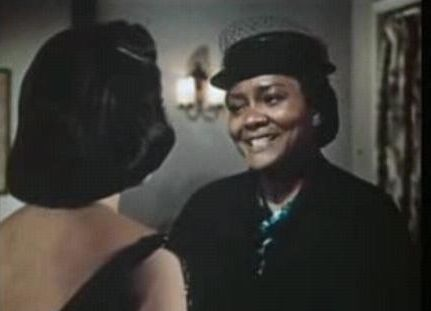
Juanita Moore interpreta Annie Johnson a Imitació de la vida

- 1949: Pinky, de John Ford i Elia Kazan: la infermera
- 1951: No Questions Asked: la minyona
- 1952: Skirts Ahoy!
- 1952: Lydia Bailey: Marie
- 1952: La dama de Trinidad (Affair in Trinidad), de Vincent Sherman: Dominique
- 1954: Testimoni d'un assassinat (Witness to Murder), de Roy Rowland: Treballadora a l'hospital
- 1954: The Gambler from Natchez: la minyona d'Yvette
- 1955: Women's Prison: 'Polly' Jones
- 1955: Lord of the Jungle: la dona de Molu
- 1955: No seràs un estrany (Not as a Stranger), de Stanley Kramer: Mrs. Clara Bassett
- 1955: L'abella reina (Queen Bee), de Ranald MacDougall: Dona de fer feines
- 1956: Ransom!: Shirley Lorraine
- 1956: The Oppolloc Sex, de David Miller: Dona de neteja
- 1956: The Girl Can't Help It, de Frank Tashlin: Hilda
- 1957: Something of Value, de Richard Brooks
- 1957: L'esclava lliure (Band of Angels), de Raoul Walsh
- 1957: The Helen Morgan Story, de Michael Curtiz: Lacey
- 1957: Bombers B-52, de Gordon Douglas: Clarissa, la minyona
- 1957: The Green-Eyed Blonde: Miss Randall
- 1959: Imitació de la vida (Imitation of Life), de Douglas Sirk: Annie Johnson
- 1961: Tammy Tell Me True: Della
- 1962: La gata negra (Walk on the Wild Side), d'Edward Dmytryk: Mama
- 1963: A Child Is Waiting: la mare de Julius
- 1963: Papa's Delicate Condition: Ellie
- 1966: The Singing Nun, de Henry Koster: Germana Mary
- 1967: Rosie!: Infermera
- 1968: Up Tight!: Mama Wells
- 1970: Angelitos negros
- 1971: Joc brut (Skin Game): Viney
- 1973: The Mack de Michael Campus: Mare
- 1973: Fox Style
- 1974: Thomasine & Bushrod: Pecolia
- 1974: The Zebra Killer
- 1974: Abby: Miranda 'Momma' Potter
- 1975: Fugitive Lovers: Griffith
- 1977: Joey
- 1981: Paternity: Celia
- 1982: O'Hara's Wife de William Bartman: Ethel
- 1988: Two Moon Junction de Zalman King: Delilah
- 1999: The Sterling Chase de Tanya Fenmore: Àvia Jones (veu)
- 2000: The Kid, de Jon Turtletaub: Àvia de Kenny

## Premis i nominacions

### Nominacions
- 1960: Oscar a la millor actriu secundària per Imitació de la vida
- 1960: Globus d'Or a la millor actriu secundària per Imitació de la vida